# H.C. Pape
Hans Christian Pape (født 22. november 1807 på Kvistrup, Gimsing Sogn. død 27. juni 1889 på Roeslund ved Allerup i Hellevad Sogn) var en dansk godsejer, jurist og politiker.

## Uddannelse
Han var søn af godsejer til Kvistrup og Levringgård Johan Frederik Pape. Faderen var tvunget til afhænde Kvistrup, da drengen var 6 år gammel, hvorfor han tidlig blev skriverdreng, først på byfogedkontoret i Lemvig, senere på amtskontoret i Ringkøbing. 1831 blev Pape exam.jur. og var dernæst indtil 1834 herredsfuldmægtig i Rudkøbing.

## Godsejer
H.C. Pape købte i 1835 Grunnet i Dons og 1836 Donsgård, begge i Almind Sogn ved Kolding, som begge blev udstykket og solgt 1841. Så flyttede han til Vendsyssel, hvor han forpagtede den statsejede herregård Voergård. I 1843 købte han hovedgården Hejselt med 100 tønder hartkorn for 35.000 rigsdaler i sedler. Denne gård lod han sin svigersøn Georg Mosel styre, mens han selv tog sig af forpagtningen af Voergård og Sødal ved Viborg. Sødal var i midten af 1800-tallet temmelig forfalden, og i 1860 måtte statskassen overtage gården, der da manglede en ny hovedbygning. Staten forpagtede nu gården ud til Pape, der som forpagtningsafgift forpligtede sig til at opføre en ny hovedbygning, og bringe gården i salgbar stand. Hovedbygningen blev opført i 1865, og Sødal blev overtaget af baron Ludvig Petersdorff. 
Fra 1856 til 1859 ejede Pape også Clausholm ved Nørresundby i Hellevad Sogn. Pape solgte bøndergodset fra Hejselt, så kun hovedgården på 12 tønder hartkorn var tilbage, og denne reducerede gård mageskiftede han 1888 med gården Roeslund ved Hjørring, således at Harald Johan Vilhelm Køhler Hartz overtog Hejselt.
Pape var en meget foretagsom mand og i besiddelse af stor administrativ dygtighed, siden han kunne klare så mange store landbrugsopgaver samtidig.
Han var fra 1860 formand for Dronninglund Herreds landøkonomiske Forening. 1879 tog han sagførerbevilling i Viborg, fra 1885 i Nykøbing Mors, men overlod nogle år før sin død forretningen, som økonomisk gik ned ad bakke, til andre og tog ophold på Hejselt, som han ejede indtil 1889, et halvt år før sin død. Han blev Ridder af Dannebrog.

## Politisk karriere
H.C. Pape blev valgt til medlem af Den Grundlovgivende Rigsforsamling for Hjørring Amts 4. distrikt (Jerslev) 5. oktober 1848 - 5. juni 1849, men stillede sig ikke ved de kommende valg til Rigsdagen. Først 1865 søgte han forgæves valg til Rigsrådets Folketing i Løvelkredsen, sejrede derimod året efter i Sæbykredsen over kredsens folketingsmand (Rigsdagen), statsrevisor J.C.H. Fischer, med 332 stemmer mod 197. Pape var så folketingsmand for Hjørring Amts 2. valgkreds (Sæbykredsen) fra den 12. oktober 1866 til den 12. december 1866. Valgbestyrelsen havde imidlertid med urette nægtet husmand Niels Nielsen, Ovnstrupholdt, fremstillingsret, hvorfor valget blev forkastet, og Niels Nielsen valgtes ved omvalget to måneder senere. H.C. Pape lod sig ikke siden opstille. Politisk var han konservativ, senere nærmest venstremand.
Han blev gift 15. maj 1834 med Lucia Emerentse Høffding (1805, døbt 15. juni, i Viborg - 17. marts 1889), datter af stiftsfysikus i Ribe Daniel Høffding og hustru Søster Clausine Brandt.
Både han og hustruen døde på Roeslund og er begravet på Hellevad Kirkegård.